# Starkweather
Starkweather is een plaats (city) in de Amerikaanse staat North Dakota, en valt bestuurlijk gezien onder Ramsey County.

## Demografie
Bij de volkstelling in 2000 werd het aantal inwoners vastgesteld op 157.
In 2006 is het aantal inwoners door het United States Census Bureau geschat op 145, een daling van 12 (-7,6%).

## Geografie
Volgens het United States Census Bureau beslaat de plaats een oppervlakte van
0,4 km², geheel bestaande uit land. Starkweather ligt op ongeveer 456 m boven zeeniveau.

## Plaatsen in de nabije omgeving
De onderstaande figuur toont nabijgelegen plaatsen in een straal van 28 km rond Starkweather.